# 诺基亚6670
Nokia 6670，由一款诺基亚公司开发的移动电话，于2004年10月上市。

## 特点
- 65536色TFT彩屏, 内置100万像素、4倍数码变焦的照相机
- 可摄录10分钟的影音短片；具有影音编辑功能
- 蓝牙无线技术及便捷的USB数据传输方式
- 掌上图书， 中英文双向字典
- 支持办公软件（支持浏览 Microsoft Office 文档）
- 64兆微型存储卡（RS-MMC）